# Linnaemya comta
Linnaemya comta là một loài ruồi trong họ Tachinidae.